# Theraphosa apophysis

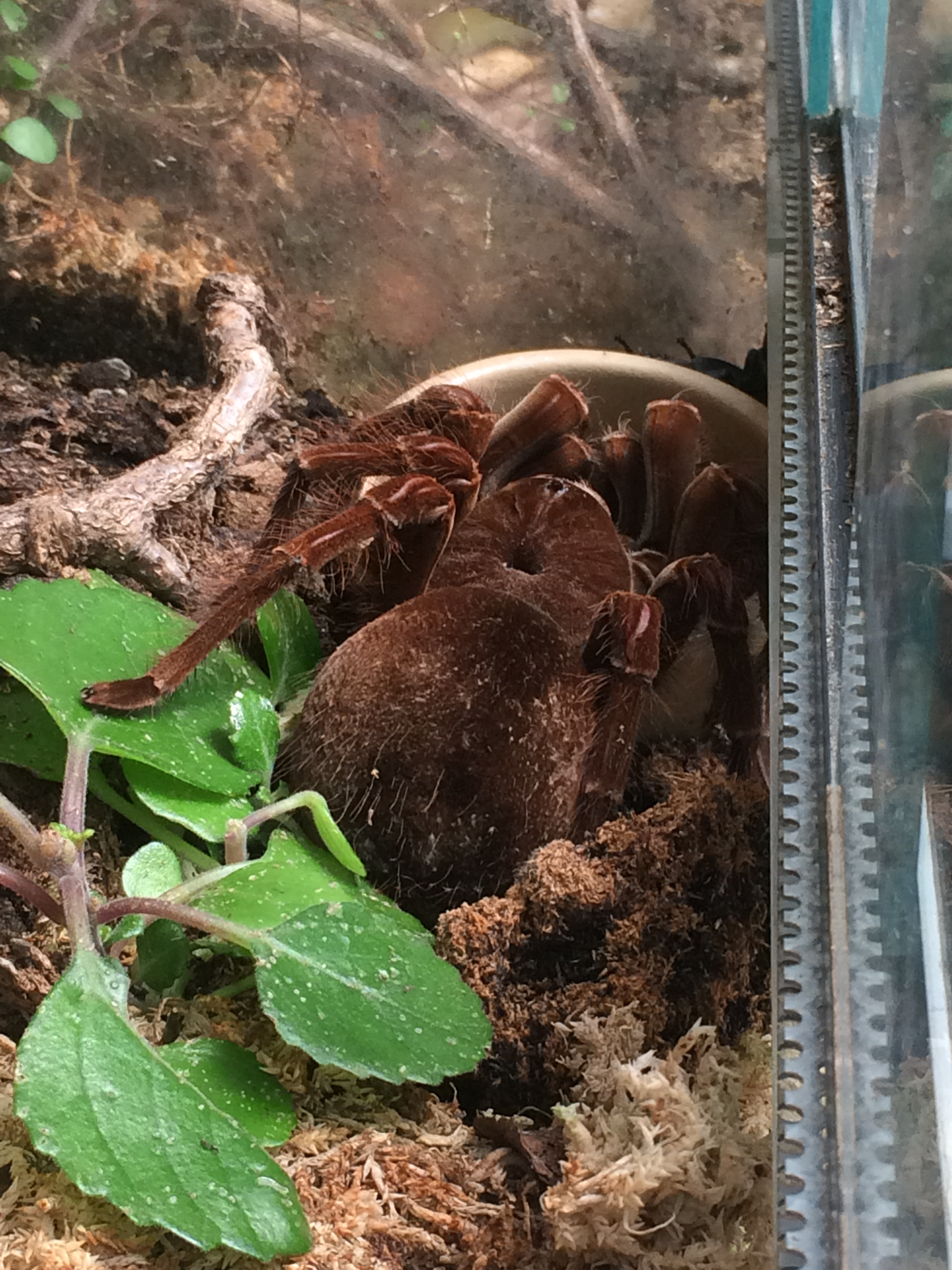

Theraphosa apophysis är en spindelart som först beskrevs av Tinter 1991.  Theraphosa apophysis ingår i släktet Theraphosa och familjen fågelspindlar. Den kan bli upp till 8cm Lång och benen avslutas av en rosa skuggning. 
Artens utbredningsområde är Venezuela. Inga underarter finns listade i Catalogue of Life.